# Ikona

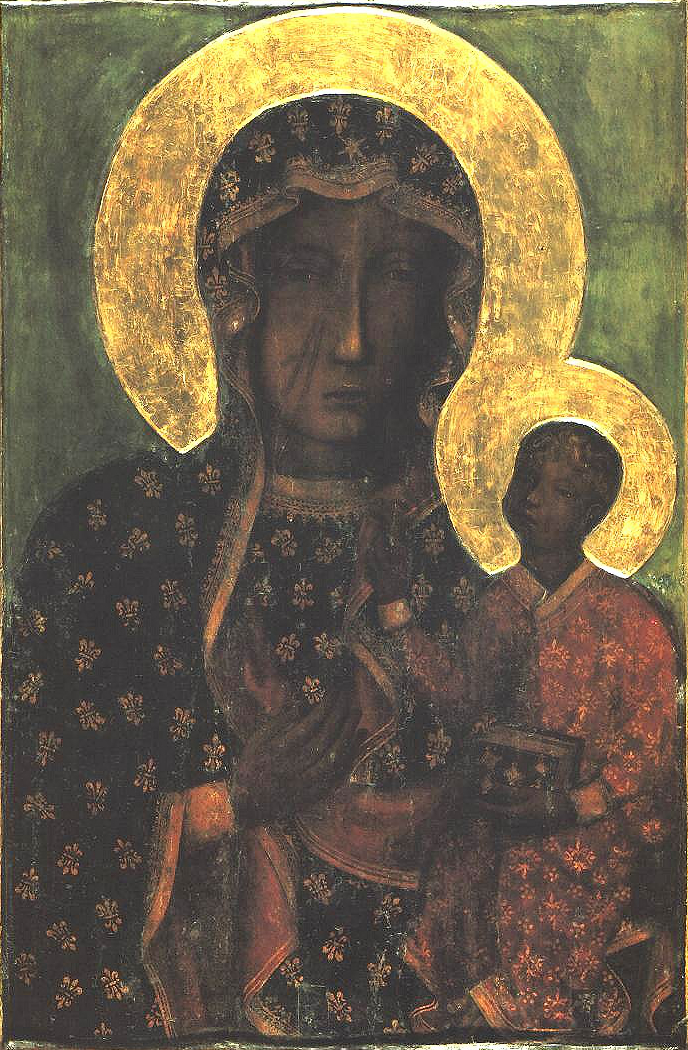
Częstochowski obraz Matki Boskiej jest typem ikony zwanym Hodegetrią

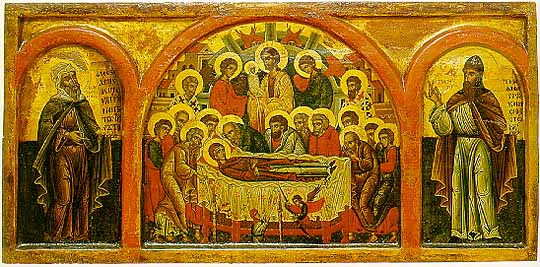
Macedońska ikona Zaśnięcia N.M.P.

Ikona (gr. εἰκών eikón „obraz”) – obraz sakralny powstały w kręgu kultury bizantyńskiej, wyobrażający postacie świętych, sceny z ich życia, sceny biblijne lub liturgiczno-symboliczne, charakterystyczny dla chrześcijańskich Kościołów wschodnich, w tym prawosławnego i greckokatolickiego. Pierwowzorem ikon były (prawdopodobnie, ponieważ nie ma pewności wśród historyków sztuki) portrety grobowe z Fajum lub wczesnochrześcijańskie malarstwo katakumbowe.

## Historia

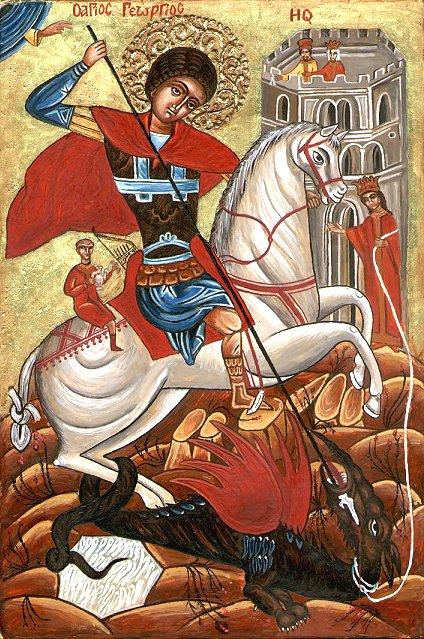
Bułgarska ikona św. Jerzego walczącego ze smokiem

Dokumenty soboru nicejskiego II z 787 roku wspominają, że tradycja wykonywania ikon istniała od czasów apostolskich, nie ma jednak na to żadnych dowodów historycznych. Według tradycji autorem pierwszych ikon był Łukasz Ewangelista.
Genezę ikony wywodzi się z portretowego malarstwa późnoantycznego. Informacje o istnieniu ikon Chrystusa, Marii, św. Piotra i Pawła oraz innych świętych znaleźć można po raz pierwszy w pismach Euzebiusza z Cezarei i Epifaniusza z Cypru w IV wieku. Przedmiotem kultu stały się ikony już w V w. (według pism św. Augustyna). Hypatiusz z Efezu wspomina po raz pierwszy o pokłonie przed ikoną w połowie VI w. Wraz z powstaniem ikon pojawił się ruch sprzeciwiający się ich kultowi – ikonoklazm.
W okresie kształtowania się sztuki chrześcijańskiej słowem „ikona” określano na chrześcijańskim Wschodzie, w krajach pozostających pod wpływami Bizancjum, wszystkie przedstawienia Chrystusa, Matki Bożej, aniołów, świętych i scen historycznych z Pisma Świętego niezależnie od tego, w jakiej technice były wykonane. W czasach nowożytnych pojęciem tym zaczęto nazywać tylko obrazy przenośne (malowane, rzeźbione, wykonane w emalii lub mozaice), niezwiązane z architekturą. Istnieją przekazy z drugiej połowy VI wieku o cudach dokonywanych przez ikony. Najstarsze zachowane ikony pochodzą z VI wieku z klasztoru św. Katarzyny na Synaju.
Malarstwo ikonowe rozwijało się w Bizancjum, aż do jego upadku w XV wieku, oraz na terenach objętych wpływami kultury bizantyńskiej, czyli w Grecji, Serbii, na Bałkanach, w średniowiecznej Italii oraz na Rusi. Najstarsze zachowane do naszych czasów ikony pochodzą z VI wieku. Najbardziej reprezentatywne dla tego okresu są zwłaszcza trzy dzieła przedstawiające: świętego Piotra, Chrystusa Pantokratora oraz Marię z aniołami i ze świętymi Teodorem i Jerzym.
Za najwybitniejszego rosyjskiego twórcę ikon uważany jest Andriej Rublow.

## Technika i zasady wykonania
Ikony malowano najczęściej na specjalnie przygotowanym drewnie cedrowym lub cyprysowym. Były to święte drzewa dla wschodniego chrześcijaństwa. Na Rusi stosowano drewno sosnowe, jodłowe, modrzewiowe lub lipowe.
Deski najczęściej poddawano kilkugodzinnemu działaniu pary wodnej w miedzianym kotle, co usuwało składniki rozpuszczalne w wodzie. Oczyszczone deski suszono w piecu piekarniczym, po czym zawieszano na belkach stropowych w celu studzenia i nasycenia dymem. Częste było gotowanie desek w oleju lnianym celem wzmocnienia drewna. W celu zabezpieczenia deski przed paczeniem się i pękaniem, od tyłu zabezpieczano ją szpongami. Częstą praktyką było drążenie w odległości 2 do 5 cm od brzegu deski wgłębienia o głębokości kilku milimetrów, które nazywane było kowczeg.
Najstarsze ikony były malowane przeważnie przy zastosowaniu techniki enkaustycznej (połączenie spoiwa na bazie wosku pszczelego z pigmentem). Od VI wieku farby te zaczęto zastępować temperą, w której spoiwem jest wino, ocet lub woda zmieszane z żółtkiem jajka kurzego (tempera jajowa). Zastosowanie nowej techniki wymagało dokonania następujących po sobie, czynności:
1. gruntowania za pomocą kredy zmieszanej z klejem[2]
2. naklejenia na deskę tkaniny[2]
3. nałożenia od pięciu do siedmiu warstw gruntu[2]
4. gładzenia i polerowania gruntu pumeksem[2]
5. złocenia (w przypadku stosowania pulmentu) i wykonania grawerunków
6. nałożenia farby i złocenia (w przypadku stosowania mikstionów olejnych)
7. zabezpieczenia ikony pokostem, szelakiem, woskiem lub lakierem na bazie oleju.

Niekiedy na gotową ikonę nakłada się sukienkę – odlane w metalu (srebrze lub złocie) albo wykonane techniką repusowania zdobienie z otworami na twarz i ręce przedstawionej postaci – przy czym rysunek na blasze dokładnie powtarza zasłonięte fragmenty obrazu.
Ikony wykonywano także w technice mozaiki, emalii, rzeźbiono w drewnie, marmurze, steatycie lub kości słoniowej.

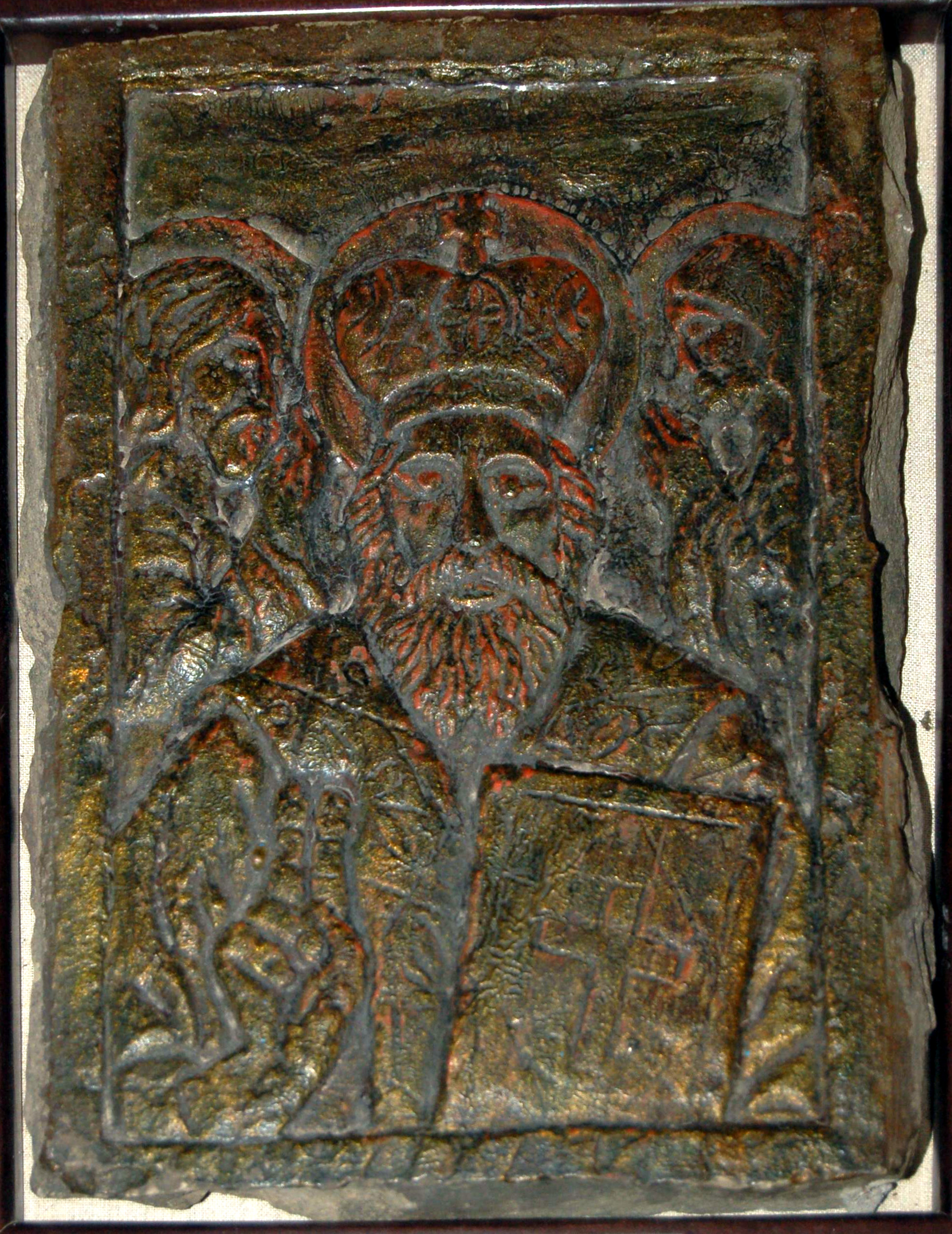
Ikona Świętego Mikołaja rzeźbiona w kamieniu (Zamek Radomyśl, Ukraina)

Późne, XIX- i XX-wieczne ikony malowano także w technice olejnej. Malowanie ikon było ściśle określone w podręcznikach (gr. hermeneia, ros. podlinniki), pisanych często przez mnichów – malarzy. Tradycja wiązała się nie tylko z ikonografią, ale dotyczyła również materiału, przygotowania podłoża, specjalnej technologii, odpowiednich kolorów, a nawet kolejności kładzenia warstw malarskich.
Na spreparowane deski (odpowiednio ukształtowane z wgłębieniem w przedniej części w którym umieszcza się właściwą treść – tzw. kowczeg), wzmocnione z tyłu zastrzałem, nakładano grunt na bazie kleju i różnych rodzajów kredy (stosowano również pył marmurowy). Na gruncie rysowano lub przerysowywano z podręczników kontury obrazu, a następnie nakładano w określonej kolejności farbę i pozłotę. Na koniec umieszczano także napisy w języku greckim lub staro-cerkiewno-słowiańskim z imionami świętych postaci lub objaśnieniami scen (zazwyczaj umieszczane w polu ikony). Najświętsze Imiona (Jezusa, Marii) umieszczano w postaci greckich skrótów (abrewiacji). Ikona jest dla wschodniego chrześcijaństwa tekstem liturgicznym, sakramentale, a także „obrazem tamtego świata”, dlatego nie mogła powstać bez wcześniejszego przygotowania teologicznego malarza, ewentualnie pod ścisłym nadzorem teologa. Ważne było również przygotowanie duchowe ikonografa (modlitwa, post).
Ikonę zwykle werniksowano, co chroniło jej powierzchnię i nadawało jej jasność, ale na skutek zmian barwy werniksu malowidło z czasem ciemniało. Dodatkowo pokrywała je warstwa sadzy od świec. Na wyblakniętym, słabo widocznym obrazie malowano niekiedy nowy.
Ikony zdobione były szlachetnymi kamieniami, okuciami ze srebrnej lub złotej blachy. Czasem zamiast drewna używano płótna lub metalu.

## Pisanie a malowanie ikon
Spopularyzowane, zwłaszcza przez autorów rosyjskich i polskich, jest określenie „pisanie ikon”, podkreślać mające sakralny, liturgiczny charakter ikony. Oznacza proces jej powstawania. Według badaczy problemu (jak np. ks. Henryk Paprocki) określenie to jest wynikiem błędnego tłumaczenia z języka greckiego, w którym słowo γράφω (podobnie jak писать w rosyjskim) oznacza zarówno pisać, jak i malować (stąd też ros. ikonopisiec – od greckiego ikonographos).

## Ikony w Polsce

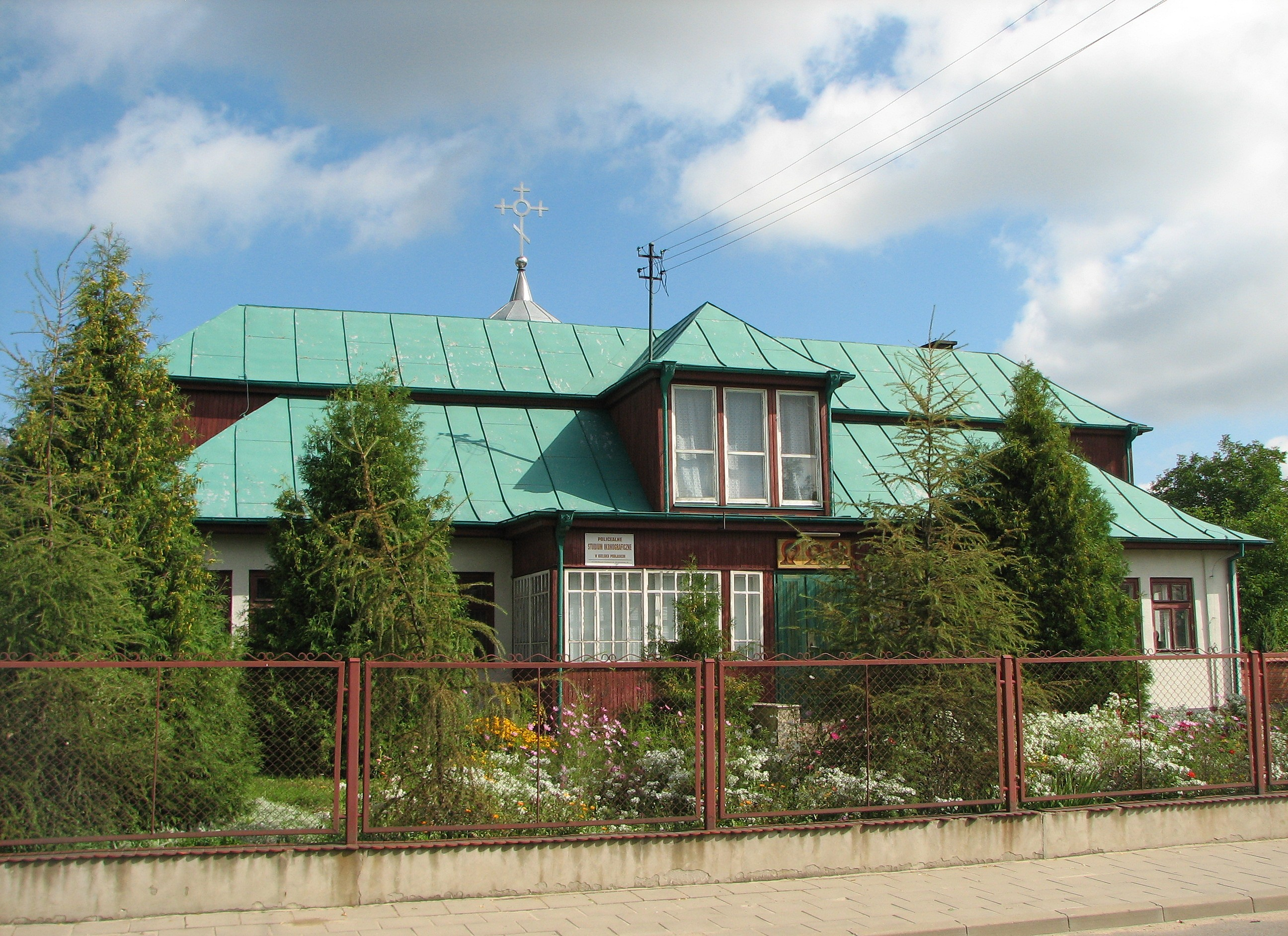
Szkoła w Bielsku Podlaskim

W Polsce ikony powstawały głównie w XV–XVI wieku na ziemiach wschodnich i południowo-wschodnich. Dla ujednolicenia malarstwa ikonowego istniały podręczniki – wzorniki dla malarzy np. tzw. podlinnik. Zawierał szczególne przepisy techniczne i wzorniki ikonograficzne. Najstarszy, zachowany w formie rękopisu egzemplarz datowany jest na rok 1523. Na kompozycję ikony składa się centralnie umieszczona postać świętego obramowana scenami związanymi z jego życiem.
Współcześnie jedyną aktywną szkołą malowania ikon w Polsce jest Policealne Studium Ikonograficzne w Bielsku Podlaskim prowadzone przez ks. mitrata Leoncjusza Tofiluka. Szkoła istnieje od 1991 roku i kształci w zawodzie technika plastyka ikonografa.
Cykliczne warsztaty malowania ikon odbywają się także u oo. Jezuitów w Krakowie, prowadzi je o. Zygfryd Kot „Chrześcijańskie Stowarzyszenie Twórców Sztuki Sakralnej Ecclesia”. W 2004 r. powstało Studium Chrześcijańskiego Wschodu przy dominikańskim klasztorze na Służewie w Warszawie. W 2012 zainaugurowała działalność Akademia Ikony przy kościele środowisk twórczych pw. św. Andrzeja Apostoła i św. Alberta Chmielowskiego oraz przy Muzeum Ikon w Warszawie.
Od 2015 roku w Krakowie w Centrum Kultury Podgórza działa grupa „Ikonostas” organizująca regularne, roczne warsztaty ikonograficzne na różnym poziomie zaawansowania oraz wystawy uczestników kursów.
Ważnym ośrodkiem ikonopisania jest również Pracownia ikonograficzna i konserwacji dzieł sztuki sakralnej przy Parafii Zaśnięcia NMP w Krakowie, założona w 2005 r. dekretem prawosławnego arcybiskupa łódzko-poznańskiego. Pracownia organizuje regularne, semestralne kursy ikonograficzne oraz organizuje wystawy ikon uczestników kursów.

## Perspektywa

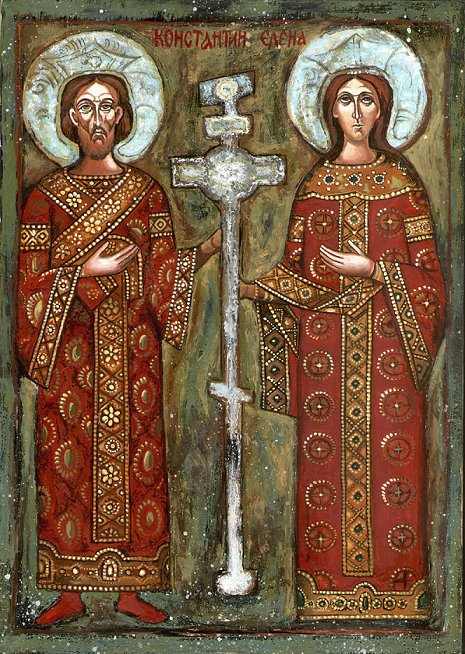
Prawosławna ikona świętych Konstantyna i Heleny

W ikonie występuje wiele rodzajów perspektywy, chociaż prawie nie stosuje się klasycznej perspektywy liniowej, dające złudzenie trójwymiarowości i przestrzeni. W ikonach świątecznych (tzw. prazdnikach) stosowana jest aksonometria, perspektywa kulisowa, a także perspektywa zbieżna. Jednak najbardziej charakterystyczna dla ikon jest perspektywa odwrócona, mająca sprawić, że odbiorca ikony staje w „centrum wydarzeń”, a sama ikona staje się pewnego rodzaju „oknem ku wieczności”. Niejednokrotnie znaczenie poszczególnych elementów przedstawień jest podkreślane przez ukazywanie najważniejszych postaci w większej skali.
Często proporcje obrazu uzależnione są od miejsca (głównie od wysokości) umieszczenia ikony – w celu uniknięcia nadmiernych skrótów perspektywicznych stosuje się celowe zniekształcenia w postaci wydłużonych sylwetek, powiększonych oczu, dłoni itp..

## Barwa
W Bizancjum sensu sztuki upatrywano w pięknie. Kanon zakładał malowanie czystymi kolorami (nigdy nie mieszano barw) i używanie w dużych ilościach pozłoty. Barwa była traktowana jako tak samo ważna jak słowo, a ponieważ każde z nich ma znaczenie, również barwy przekładano na język symboli, który nadawał kolorom ściśle określone znaczenie:
- Złoto symbolizowało świętość, oddanie czci, nieśmiertelność, Bożą chwałę.
- Purpurowy (granatowo-fioletowy): władzę i bogactwo.
- Czerwień oznaczała życie, krew, piękno i czystość.
- Bielą przedstawiano Boskość, czystość i niewinność.
- Niebieski oddawał niebo, ale też duchowość i mistycyzm.
- Zielony: życie, wieczną młodość, płodność, wewnętrzne bogactwo.
- Brąz był symbolem ziemi, materii, ubóstwa.

Bizantyńska symbolika koloru została przyjęta na Rusi, ale barwy, osadzone w narodowej tradycji, stały się tam bardziej żywe i jasne.

## Teologia ikony

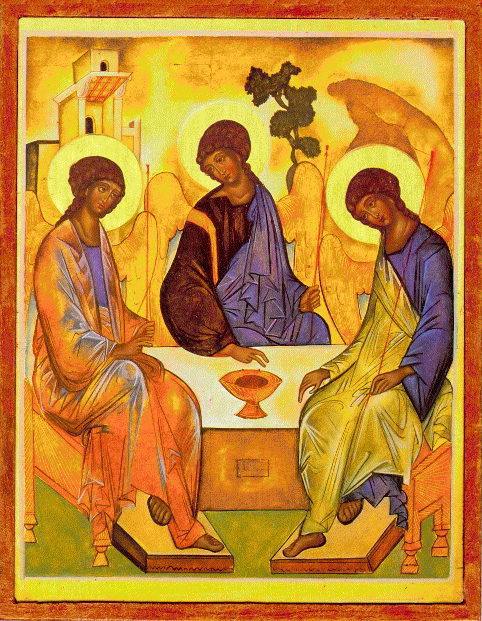
Trójca na podst. ikony św. Andrieja Rublowa

Ikona nie jest zwykłym obrazem religijnym, malowanie ikon było czynnością świętą. Ikona, która powstawała w klasztorach Starej Rusi, malowana przez uprzywilejowanych mnichów, była emanacją Bóstwa, które prowadziło rękę twórcy. Stworzona w modlitwie, wymagała przed przystąpieniem do pracy specjalnych postów, powstawała często w postawie klęczącej.
Ikony mają za zadanie pogłębiać życie duchowe, wprowadzać do modlitwy. Anonimowy autor ikony miał pomóc podążać we właściwym kierunku. Modlitwa przed ikoną związana jest z określonym rytuałem: przy zapalonych świecach wierni kłaniają się przed ikonami, całują je.
Ikona pełni ważną rolę w kulcie kościołów wschodnich, jest ona przedstawieniem świętego, jego uosobieniem i reprezentacją. Zapewnia łączność ze świętym, pośredniczy w modlitwie.
Czyste kolory używane do malowania, złocenia w płomieniu świec nabierają szczególnego blasku. Ogień świecy jest symbolem wzniesienia duszy do Boga. Pokłon przypomina o tym, że nie tylko dusza, ale i ciało powinno uczestniczyć w modlitwie. Otrzymane od Boga nie jest czymś gorszym od umysłu i ma prawo na równi brać udział w rozmowie z Bogiem.
W związku ze świętością ikony nie mogła ona być przedmiotem handlu czy zarobkowania, które z punktu widzenia człowieka wierzącego było traktowane jako grzech.

## Rodzaje przedstawień

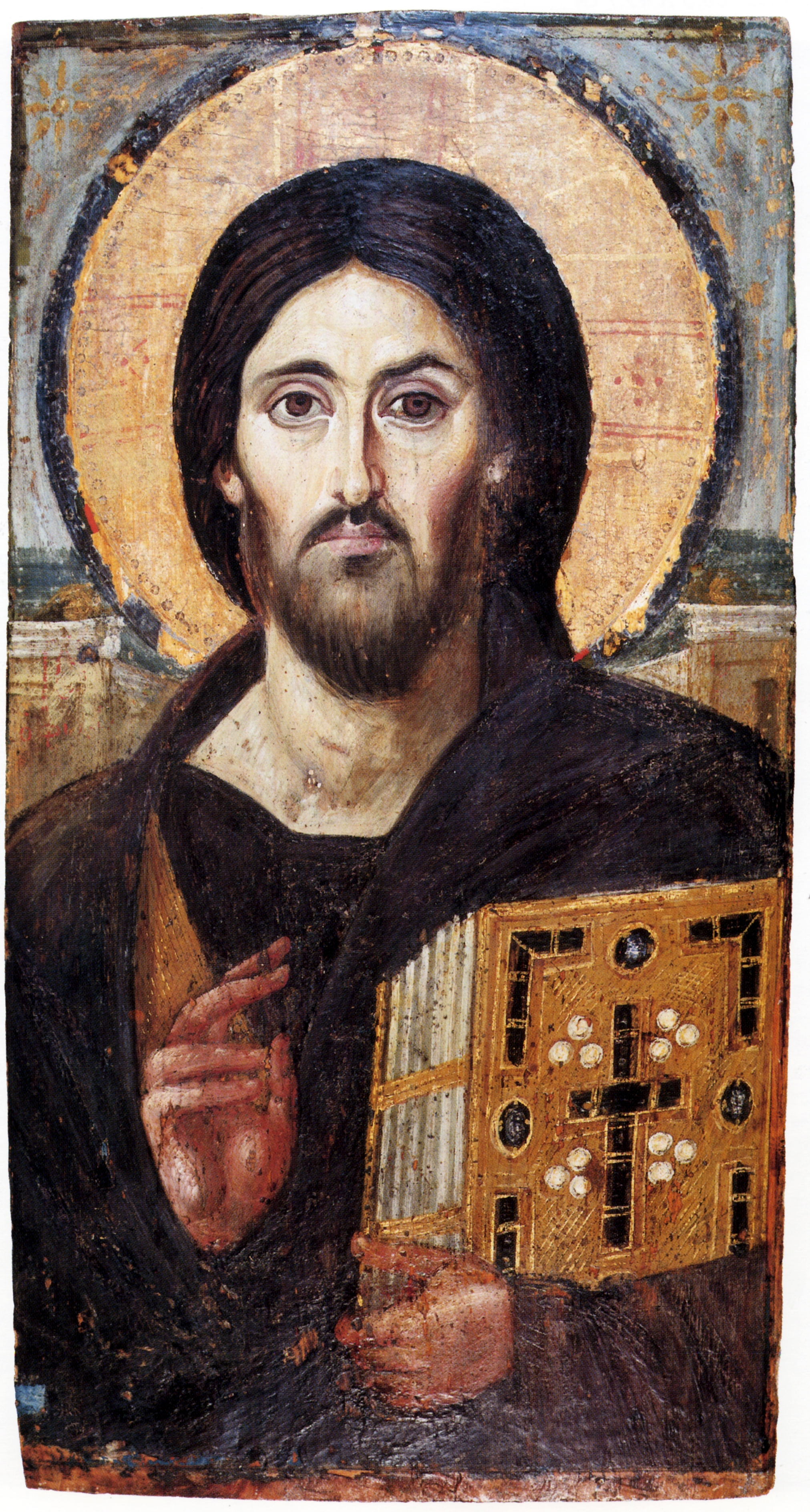
Jezus Chrystus Pantokrator

### Ikona Zbawiciela
Najważniejszą ikoną jest ikona Chrystusa. Kanon przedstawiania Chrystusa przyjęto w IX w. Ikonografowie wyróżniają Chrystusa nimbem z wpisanym weń krzyżem z dziewięciu linii. Jego barwy: niebieska i czerwona mają swoją symbolikę, oznaczają boską i ziemską naturę Chrystusa.
Najczęstsze sposoby przedstawiania Chrystusa:
- Pantokrator (Wszechwładca, Pan wszystkiego, gr. Παντοκρατωρ) – przedstawienie Jezusa Chrystusa jako władcy i sędziego Wszechświata.
- Mandylion lub veraicon – przedstawienie nawiązujące do acheiropojetycznych (grec. Αχειροποίητος; ros. нерукотворный – nie ręką ludzką uczyniony) wizerunkach Chrystusa, ukazujący twarz Zbawiciela na rozwiniętej chuście.
- Zbawiciel w siłach (Zbawiciel w majestacie, Zbawiciel tronujący między mocami) (gr. Kyrios ton dynameon; ros. Спас в силах) – ikonograficzne przedstawienie Chrystusa Pantokratora, który zasiada w centrum ikony na tronie na tle trzech mandorli w formie czerwonego rombu, ciemnobłękitnego owalu i na dole czerwonego kwadratu.
- Emmanuel (w hebr. עמנואל, czyli Emmanuel oznacza Bóg z nami) – ikonograficzny typ przedstawienia Chrystusa w wieku młodzieńczym.
- Wielki Arcykapłan (ros. Великий Архиерей) – przedstawienie Chrystusa oparte na starotestamentowym proroctwie („Tyś Kapłanem na wieki na wzór Melchizedeka” (Ps 110,4) – skomentowane później w Liście do Hebrajczyków (Hbr 5,6)), ukazujące Chrystusa w kapłańskiej odzieży.
- Nie rozpaczaj po mnie Matko (ros. Не рыдай Мене, Мати) – ikonograficzny odpowiednik zachodniochrześcijańskiej Piety, przedstawiający Chrystusa nagiego, do połowy złożonego w grobie, z zamkniętymi oczyma, pochyloną głową i rękoma (na których widoczne są rany po gwoździach) ułożonymi w znak krzyża. Za plecami Chrystusa często umieszcza się krzyż z inskrypcjami. Z prawej strony Bogurodzica podtrzymuje i przytula syna.
- Deesis (łac. z gr. Δεομαι, modlitwa, prośba) – motyw związany z ikonografią chrześcijańską. Polega ona na trimorhionicznym (trójczęściowym) obrazowaniu osób świętych – centralną osobą jest Chrystus jako Pantokrator, obok Maria, następnie Jan Chrzciciel (tzw. małe Deesis), Apostołowie Piotr i Paweł oraz prorocy (tzw. wielkie Deesis).
- Król Królów (ros. Царь царей) – przedstawienie rozwinięte w XIV-XV w. w sztuce serbskiej, później rozpowszechnione na Rusi, wariant Deesis, gdzie Jana Chrzciciela zastępował król Dawid i inni prorocy.
- Chrystus Starotestamentowy (ros. Христос Ветхий Деньми) – ikonograficzne wyobrażenie Chrystusa jako starotestamentowego, siwowłosego Boga-Starca.
- Błogie Milczenie
- Dobry Pasterz
- Kapłan

### Ikona Matki Bożej
Matka Boża na ruskiej ikonie ma zawsze zatroskany wyraz twarzy. Jej smutek ma jednak różne odcienie: żałości, zadumy, ale zawsze niesie mądrość i wewnętrzną siłę. Przepełniona jest matczynym błogosławieństwem.
Matka Boża ukazywana jest w trojaki sposób: przedstawia Dzieciątko światu (Hodegetria), czule przytula je (Eleusa), bądź wznosi dłonie w geście modlitewnym (Oranta).
Podstawowe rodzaje przedstawień Matki Bożej:
- Hodegetria (gr. – przewodniczka, wskazująca drogę), gdzie Matka Boża prawą dłonią wskazuje na Chrystusa Emmanuela, trzymanego przez nią na lewym ramieniu; określenie nawiązuje do nazwy świątyni w Konstantynopolu, ton Hodegon, w którym była przechowywana najstarsza ikona tego typu wizerunku Maryi i Dzieciątka.
- Eleusa (gr. – czułość, miłosierdzie), czyli Maryja z Dzieciątkiem siedzącym na ramieniu i przytulającym policzek do jej twarzy.
- Oranta (łac. orans, orantis od orare – modlić się) jest jednym z najstarszych przedstawień Bogurodzicy, tak malowali ją pierwsi chrześcijanie. Kanon tej ikony nawiązuje do starożytnego wzoru człowieka pobożnego, dlatego Matka Boża w modlitwie wznosi ręce ku górze. Zgodnie z tradycyjnymi wierzeniami w prawosławiu, jeśli Maryja opuści dłonie, nastąpi koniec świata.

### Ikona Trójcy Świętej
Kanon ikony Trójcy św. oparty jest na XVIII rozdziale Księgi Rodzaju, gdzie pod dębem w Mamre Bóg objawił się Abrahamowi i Sarze pod postaciami trzech aniołów. Uważano, m.in. tak sądzili św. Cyryl Aleksandryjski i św. Ambroży Mediolański, że Stary Testament w tym miejscu nawiązuje do Trójcy św. Jej przedstawianie niosło ikonografom wiele problemów, wynikających z trudności w ujęciu tak abstrakcyjnego pojęcia, jakim jest Bóg w Trzech Osobach. Umieszczano krzyż w nimbie środkowego anioła, uważanego wówczas za Chrystusa, lub nad głowami wszystkich trzech. Problem rozstrzygnął w 1551 roku car Rosji Iwan Groźny na tzw. Soborze Stu Rozdziałów. Powołując się na najwcześniejsze ikony Trójcy św. i odwzorowywane z nich przedstawienia Rublowa, nakazał, aby krzyży nie umieszczać w ogóle.

## Restauracja ikon
Początkowo ikony traktowano wyłącznie jako przedmioty kultu. Później dostrzeżono także ich wartość artystyczną. Dzięki wypracowaniu techniki konserwacji ikon, odświeża się poczerniałe z wiekiem pierwotne kolory. Restauracja ikon wymaga zrozumienia epoki, w której powstało dane dzieło. Często pod jednym wizerunkiem znajduje się inny, starszy obraz, który został zamalowany nowym, dlatego, poza znajomością epoki, należy umiejętnie odróżniać poszczególne szkoły malarskie, style i techniki. Wszystkie metody konserwacji ikon wymagają dużej wprawy i wiedzy, gdyż nieumiejętnie zastosowane prowadzą do jej destrukcji.

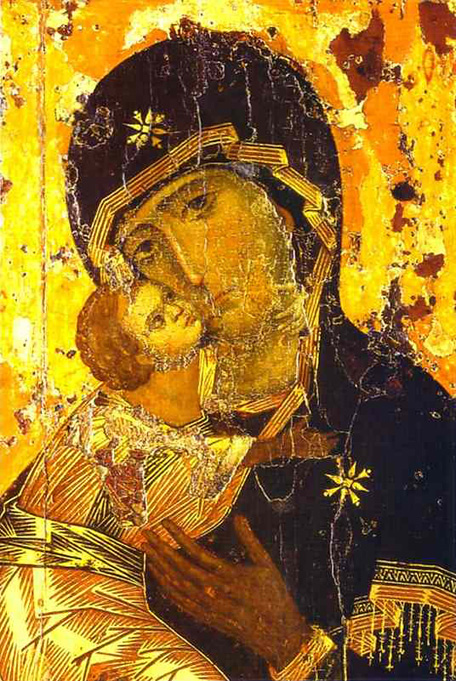
Matka Boża Włodzimierska

### Metody restauracji S. P. Riabuszynskiego (1928)
Publikacja Riabuszynskiego, czołowego kolekcjonera ikon rosyjskich, powstała w 1928 roku i opisywała metodykę bardzo zbliżoną do ówczesnych prac konserwatorskich stosowanych w rosyjskich muzeach.
Restauracja rozpoczynała się od zabezpieczenia desek, na której namalowano ikonę. Zniekształcone na skutek wilgoci lub suchego powietrza deski prostowało się. Gdy nie kwalifikowały się do naprawy, ikonę przenosiło się na nowy drewniany podkład. Na tym etapie restaurator pozbywał się także drobnoustrojów. Następny etap prac zależał od tego, czy pomiędzy warstwą farby a gruntem znajdowała się tkanina. Jeżeli ikona została namalowana bezpośrednio na gruncie, to w przypadku jego pęknięcia, dzieło poddawało się oddziaływaniu gorąca. W tym celu nanosiło się na obraz ciepły rybi klej, następnie kładło się na niego kilka warstw papieru i prasowało się gorącym żelazkiem, szczególnie w miejscach pęknięć. Po tej procedurze przez kilka dni ikona schła. Jeżeli na grunt została nałożona warstwa tkaniny i dopiero na niej namalowano obraz, to w razie pęknięć i odwarstwienia gruntu wraz z tkaniną, nacinało się tkaninę, w rozcięcia wlewało się ciepły rybi klej, po czym pokrywało się nim resztę ikony. Dalsze postępowanie było podobne do przypadku pierwszego. Po wyschnięciu ikony przyklejony papier moczyło się i zdejmowało.
Kolejnym etapem restauracji było wydobycie i odświeżenie kolorów. Istniało kilka sposobów. Wybranie jednego z nich zależało od wyników przeprowadzonej pierw próby. Najpopularniejszą techniką było zastosowanie politury, która stopniowo trawiła olifę i naniesione na obraz późniejsze warstwy. Na określony fragment najpierw nakładało się warstwę oleju słonecznikowego, następnie cienkim pędzlem nanosiło się politurę. Po kilku sekundach, gdy substancja ta strawiła olifę i farbę, ponownie smarowało się to miejsce politurą, by zahamować dalszą reakcję chemiczną. Zbędny już olej wycierało się, a farby i olifę zeskrobywało się. W miarę potrzeb procedurę powtarzało się. Gdy politura była nieskuteczna – w przypadku zbyt starych ikon – na dany fragment oddziaływało się wodą amoniakalną. Sposób przeprowadzenia oczyszczenia był podobny, jak przy zastosowaniu politury. W przypadku, gdy warstwy olify i farby były na tyle twarde, że nie poddawały się oddziaływaniu łagodniejszych metod politurowania i zastosowania wody amoniakalnej, ikonę pokrywało się wodą amoniakalną, którą następnie podgrzewało się świecą do określonego stopnia, następnie działanie substancji chemicznej neutralizowało się olejem słonecznikowym i zeskrobywało się rozmiękczoną warstwę. Odmianą tej metody było polewanie ikony politurą i podpalanie. Gdy farba lub olifa zaczynała się gotować, ogień gasiło się, a obraz smarowało się olejem. W razie potrzeby procedurę powtarzało się aż do rozmiękczenia potrzebnych warstw (według innych źródeł do rozmiękczania górnych warstw stosowano na początku XX wieku spirytus i oliwę, które podpalano i szybko gaszono). Następnie przechodziło się do politurowania lub techniki stosowania wody amoniakalnej. Do sczyszczenia olify i warstwy farby używało się także połączenia terpentyny z etanolem. Ponieważ mieszanka była silna, technika ta wymagała więcej ostrożności, realizacja zaś nie odbiegała od sposobów z zastosowaniem politury lub wody amoniakalnej.
W przypadku młodszych ikon oczyszczanie górnych warstw odbywało się za pomocą wody (w późniejszych wiekach przy malowaniu ikon używano lepkiej olify). Namoczony fragment moczyło się i zeskrobywało się. Jeżeli farby zaczynały blaknąć, miejsce działania wody smarowało się olejem.

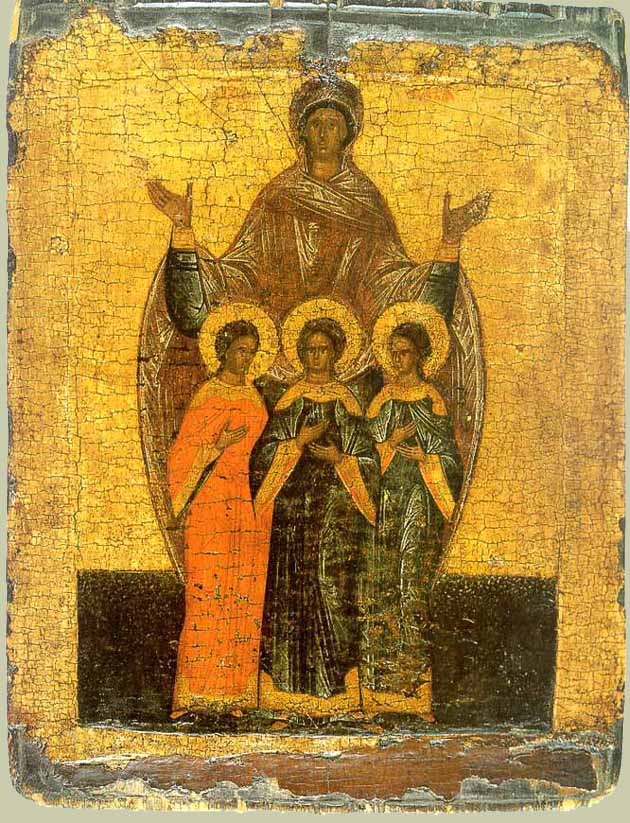
Ikona świętej Zofii z jej dziećmi: Wiarą, Nadzieją i Miłością

Końcowym etapem restauracji było uzupełnienie braków gruntu, przygotowanego z kredy na rybim kleju. Proces nałożenia gruntu był powtarzany kilka razy, przy czym dolna warstwa nanoszona była rzadszym od późniejszych warstw roztworem. Po zakończeniu tego etapu prac ikona schła, następnie uzupełniane fragmenty gruntu pumeksowało się. Dopiero wówczas przystępowało się do odtwarzania właściwego obrazu. Uzupełnione fragmenty zazwyczaj malowało się jaśniejszymi kolorami, co pozwalało na wydobycie na światło dzienne całej gamy pierwotnych barw dzieła. Nie używało się do malowania odtwarzanych fragmentów współczesnych autorowi farb, ponieważ z czasem zmieniały swój kolor. Podczas restauracji stosowało się farby, przygotowane tym samym sposobem, co w epoce, z której pochodziła ikona.